# (33230) Libbyrobertson
(33230) Libbyrobertson est un astéroïde de la ceinture principale.

## Description
(33230) Libbyrobertson est un astéroïde de la ceinture principale. Il fut découvert le 25 mars 1998 à Socorro (Nouveau-Mexique) par le projet LINEAR. Il présente une orbite caractérisée par un demi-grand axe de 2,78 UA, une excentricité de 0,05 et une inclinaison de 5,3° par rapport à l'écliptique.